# تفجيرات دهب 2006
تفجيرات دهب حدثت في 24 أبريل 2006 خلال احتفال شم النسيم حيث انفجرت سلسلة من القنابل في منتجعات سياحية في دهب كونها تقع على خليج العقبة ساحل سيناء و تشتهر كمنتجع مليء بالسياح الغربيين خاصة في موسم العطلات. أودت بحياة 23 شخصا وجرح 62 آخرين معظمهم مصريون.
أعلنت السلطات المصرية عن وجود علاقة بين مسلحين فلسطينيين وهذه التفجيرات. وقال بيان لوزارة الداخلية المصرية «إن رجالا من جماعة التوحيد والجهاد التي وُجهت إليها أصابع الاتهام في هجمات سيناء تلقوا التدريب في قطاع غزة».ومن ضمن المتهمين المدعو عبد العزيز ايوب يونس والجهادى محمد سالم الزمر والمدعو احمد صادق مرسي كونهم تواجدوا هناك وقت الحادث وتم إخلاء سبيل الشخصين سالفي الذكر لعدم تواجد الأدلة الجنائية ضدهما